# Arhopala camdana
Arhopala camdana är en fjärilsart som beskrevs av Corbet 1941. Arhopala camdana ingår i släktet Arhopala och familjen juvelvingar. Inga underarter finns listade i Catalogue of Life.